# Li He
Li He (Yiyang, 790 – Yiyang, 816) è stato un poeta cinese.
È noto anche con il nome di Li Ho.
Appartenente a una famiglia dell'alta aristocrazia, fu chiamato alla corte degli illuminati e potenti Tang, la cui dinastia regnò sulla Cina dal 618 al 907. Qui svolse con successo alte mansioni burocratiche. Morì giovanissimo.
Compose opere poetiche, in cui rivelò delicatezza ed un'estrema sensibilità, con una vena di malinconia.
La sua opera più importante è un poema di carattere narrativo-allegorico intitolato Yaohua yue (La musica dei fiori di diaspro).